# Relations entre la France et la Papouasie-Nouvelle-Guinée
Les relations entre la France et la Papouasie-Nouvelle-Guinée font référence aux relations bilatérales entre la France et la Papouasie-Nouvelle-Guinée.
La France a une ambassade à Port Moresby, mais la Papouasie-Nouvelle-Guinée n'a pas de représentation diplomatique en France mais le pays a une ambassade à Bruxelles qui couvre aussi la France.
La Papouasie-Nouvelle-Guinée est membre du Forum des îles du Pacifique tout comme la Nouvelle-Calédonie et la Polynésie française (membres à part entière depuis 2016).

## Histoire
En 1768, l'explorateur français Louis-Antoine de Bougainville a débarqué dans ce qui est aujourd'hui la Papouasie-Nouvelle-Guinée lors de son tour du monde ; il a donné son nom à une île située juste à l'est de la Nouvelle-Guinée, l'île Bougainville qui fait partie de l'archipel des îles Salomon. Dans les années 1870 et 1880, le marquis de Rays, un noble français, a tenté d'établir une colonie française en Nouvelle-Irlande appelée Nouvelle-France mais, après quatre tentatives, la colonisation est un échec.
La Papouasie-Nouvelle-Guinée devient indépendant en 1975 et le gouvernement indépendantiste voit plutôt d'un mauvais œil la France comme une ancienne puissance coloniale, surtout en 1980 lors de l'indépendance du nouvel état voisin du Vanuatu, anciennement les Nouvelles-Hébrides. Le pays, comme plusieurs pays membres du Forum du Pacifique Sud s'est également montré très critique à l'égard de la France en raison des essais nucléaires français en Polynésie ; elle a co-parrainé avec l'Australie et la Nouvelle-Zélande une étude de prélèvement scientifique sur l'atoll de Moruroa en 1983,.
La France est intervenue en 2007, dans le cadre de l'accord FRANZ (France, Australie, Nouvelle-Zélande), auprès des sinistrés de la province d'Oro, victimes du passage du cyclone Guba (en),. 
Selon un rapport du Sénat publié en 2010, les relations entre la France et la Papouasie-Nouvelle-Guinée sont ténues avec des moyens diplomatiques et culturels de la France très limités. 
En juillet 2023, le président de la République française Emmanuel Macron a été accueilli en visite officielle, première déplacement d'un président français depuis l'accès à l'indépendance du pays.